# Tim Hauser

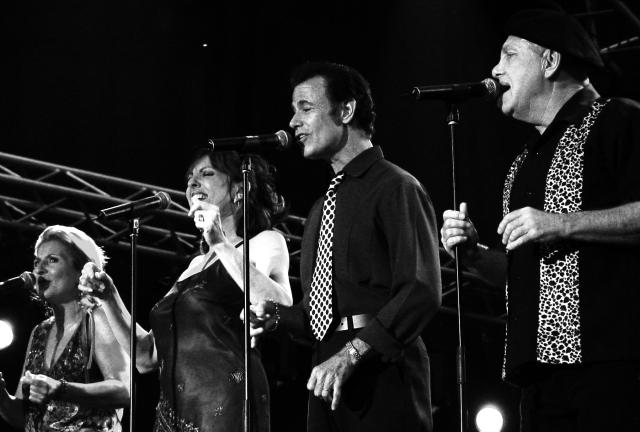
The Manhattan Transfer von links nach rechts: Janis Siegel, Cheryl Bentyne, Alan Paul und Tim Hauser

Tim Hauser (* 12. Dezember 1941 in Troy, New York; † 16. Oktober 2014 in Sayre, Pennsylvania) war ein US-amerikanischer Sänger und Mitglied der Vokalgruppe The Manhattan Transfer.

## Leben
Im Alter von sieben Jahren zog Hauser mit seiner Familie nach New Jersey, wo er im Ocean Township und in Asbury Park lebte. Er besuchte die St. Rose High School in Belmar. Dort wird seit 1989 in seinem Namen eine Auszeichnung an Studenten verliehen, die in Theaterwissenschaft besondere Leistungen erbracht haben. Im Alter von 15 Jahren begann er, als Sänger aufzutreten. Er gründete ein Doo Wop-Vokalquintett, die The Criterions. Sie nahmen zwei Singles für das Label Cecilia auf. The Criterions traten auch in Alan Freeds Big Beat Show auf. Hauser entwickelte auch schon früh eine Begabung als Produzent.
Im Jahr 1959 begann er ein Studium der Wirtschaftswissenschaft an der Villanova University. In seinen Studienjahren führte er seine musikalischen Interessen fort. Zusammen mit anderen Mitgliedern der The Criterions, Tommy West und Jim Ruf, trat er in der Gruppe Troubadors Three als Folksänger auf. Er war auch Mitglied der Villanova Singers und der Villanova Speyer/Coventry Lads, zusammen mit seinem Klassenkameraden Jim Croce. Hauser war über vier Jahre Mitarbeiter des Hochschulradiosenders WWVU. Im Jahr 1963 schloss er das Studium an der Villanova mit einem Bachelor in Economics ab.
Im Jahr 1964 diente Hauser in der US Air Force und der New Jersey Air National Guard. Im Jahr 1965 begann er eine Karriere im Marketing. Von 1965 bis 1966 arbeitete Tim Hauser als Marktforschungsanalyst bei der Werbeagentur Sullivan, Stauffer, Colwell and Bayles und von 1966 bis 1968 als Leiter der Abteilung Marktforschung für die Special Products Division der National Biscuit Company, wo er für Getreidesnacks, Getreideprodukte und Tiernahrung zuständig war.
Im Jahr 1969 gründete er The Manhattan Transfer mit Gene Pistilli, Marty Nelson, Erin Dickins und Pat Rosalia. Die Gruppe hatte einen Country- und R&B-Sound. Gemeinsam nahmen sie das Album Jukin’ beim Capitol-Label auf. Auf Grund der unterschiedlichen Auffassung über die musikalische Ausrichtung löste sich die Gruppe in den frühen 1970er Jahren auf. Durch Gelegenheitsjobs lernte er die Sängerinnen Laurel Massé und Janis Siegel kennen. Gemeinsam beschlossen sie, The Manhattan Transfer 1972 neu zu gründen. Als weiterer Sänger wurde Alan Paul engagiert. Nach einem Autounfall entschied sich Massé, die Gruppe zu verlassen und eine Solo-Karriere zu verfolgen. Im Jahr 1978 wurde Cheryl Bentyne angeheuert, um sie zu ersetzen.
The Manhattan Transfer wurden mit 10 Grammys und vielen Gold- und Platin-Schallplatten ausgezeichnet. Sie wurden sowohl von den Lesern des Down Beat und des Playboy als  beste Vokalgruppe der 1980er Jahre gewählt. Im Jahr 2007 gewann sie die Umfrage der JazzTimes-Leser als beste Vokalgruppe. Als Ahmet Ertegün die Rock and Roll Hall of Fame gründete, wählte er Tim Hauser in das Auswahlkomitee; eine Position, die er für drei Jahre zwischen 1986 und 1989 innehatte. Im Jahr 1993 erhielt Hauser einen Ehrendoktor in Musik vom Berklee College of Music verliehen. Hauser starb an einem Herzstillstand infolge einer Lungenentzündung am 16. Oktober 2014 in einem Krankenhaus in Sayre im Alter von 72 Jahren.